# Tankarholmen
Tankarholmen är en ö i Finland. Den ligger i Bottenviken och i kommunen Nykarleby i den ekonomiska regionen  Jakobstadsregionen i landskapet Österbotten, i den västra delen av landet. Ön ligger omkring 65 kilometer nordöst om Vasa och omkring 400 kilometer norr om Helsingfors.
Öns area är 10,1 hektar och dess största längd är 480 meter i öst-västlig riktning.